# Fresnedoso
Fresnedoso là một đô thị ở tỉnh Salamanca, phía tây Tây Ban Nha, cộng đồng tự trị Castile-Leon. Đô thị này cách thành phố tỉnh lỵ Salamanca 75 km và có dân số 119 người.

## Địa lý
Đô thị này có diện tích 8,18 km².
Đô thị này nằm ở khu vực có độ cao 1047 m trên mực nước biển.